# Pontiosquilla incerta
Pontiosquilla incerta is een bidsprinkhaankreeftensoort uit de familie van de Squillidae. De wetenschappelijke naam van de soort is voor het eerst geldig gepubliceerd in 1926 door Hansen.